# Aeroportul Internațional Golosón
Aeroportul Internațional Golosón (IATA: LCE, ICAO: MHLC) este un aeroport din La Ceiba⁠(d), Atlántida, Honduras ce deservește zona La Ceiba⁠(d). Aeroportul a fost tranzitat în 2016 de 165.802 pasageri.
Situat la o altitudine de 15 m, aeroportul dispune de o singură pistă. Este operat de InterAirports⁠(d).